# SPACE WORLD
「SPACE WORLD」は1991年4月20・21日に福岡県・スペースワールドで行われた、小室哲哉のコンサートイベントである。

## 概要・エピソード
- コンセプトは「地球について考える」ことをテーマにした[1]。
- 2日間で4000人を動員した[1]。
- WOWOWで生中継された。
- 本公演で「Think Of Earth」を初披露し、後にTMNのEXPOに収録された。

## サポートメンバー
- 葛城哲哉
- 浅倉大介
- 阿部薫

## セットリスト
1. SECRET RHYTHM
2. HURRAY FOR WORKING LOVERS
3. Think Of Earth (Instrumental)
4. SPACE WORLD (Instrumental) 
  - 「TM NETWORK RHYTHM RED TMN TOUR」で披露された楽曲「Thrill Mad Natural」を三部形式に発展させた楽曲[1]。
5. A Day In The Girl's Life (Instrumental)
6. Carol (Instrumental)
7. 炎 (Instrumental)
8. 落花 (Instrumental)
9. 天と地と ～HEAVEN AND EARTH～
10. GRAVITY OF LOVE
11. I WANT YOU BACK
12. SPACE WORLD (Instrumental)
13. Think Of Earth